# オプティキャスト・マーケティング
株式会社オプティキャスト・マーケティング（英文名：OptiCast Marketing Inc ）とは、かつて存在した光ファイバーを利用した放送事業の販売代理店業務の会社である。スカパーJSATグループに属する。

## 沿革
- 2005年12月19日 オプティキャストの営業部門を分社化し設立
- 2009年4月 販売事業をスカパーJSATへ譲渡のうえ、法人格としてはオプティキャストへ合併

## 事業内容
- 光ファイバーを利用した映像配信サービスの加入獲得
  - フレッツ・光の販売・スカイパーフェクTV!光等の販売